# Guiraoa
Guiraoa là chi thực vật có hoa trong họ Cải.